# Château de Wiesbaden
Le château de Wiesbaden, dans la capitale du Land de Hesse, a été construit entre 1837 et 1841 comme résidence des ducs de Nassau. Il a été construit d'après les plans de Georg Moller sur l'emplacement d'un château fort dont les origines remontent à l'époque franque et qui constituait donc probablement le noyau de la ville médiévale. Le château a une histoire mouvementée. Depuis 1946, il abrite le Parlement du Land de Hesse, qui dispose d'un complexe plus grand avec d'autres bâtiments adjacents.

## Histoire

### Débuts médiévaux
À partir du Moyen Âge, le château des comtes de Nassau se trouvait à l'emplacement de l'actuel château de la ville. Il était le centre du pouvoir politique de la ville, mais on ne connaît pas précisément sa forme et son étendue. En 1610, l'hôtel de ville a été construit sur la place qui s'étend devant le château. Lors de fouilles en 1952, pendant la reconstruction de la maison de maître adjacente au château et endommagée pendant la Seconde Guerre mondiale, on a découvert les restes d'un château flanqué d'une tour datant de l'époque franque.

### Résidence de Nassau
Dès 1744, Wiesbaden devint le siège du gouvernement de la principauté de Nassau-Usingen et la résidence princière fut transférée d'Usingen dans le Taunus au château baroque de Biebrich sur le Rhin, construit depuis 1701. En 1806, la ville devint logiquement la capitale du nouveau duché de Nassau et le duc Frédéric-Auguste de Nassau-Usingen le chef de l'État. Lorsqu'il mourut sans enfant le 24 mars 1816, la dignité ducale passa à la lignée Nassau-Weilburg. Guillaume Ier devint le nouveau duc et déménagea du palais du prince héritier, construit spécialement pour lui dans la Wilhelmstraße, au château de Biebrich. En fait, c'est son père Frédéric-Guillaume qui devait assurer l'intérim, mais celui-ci est mort deux mois plus tôt, le 9 janvier 1816, dans un tragique accident au château de Weilburg : il est tombé d'un escalier.
Dans les années 1830, il fut question de déplacer le siège de la rive du Rhin, éloignée de la ville, vers la ville. Dans un premier temps, il fut question de construire sur la prestigieuse Luisenplatz de style classique, qui se trouvait cependant encore à l'époque à la périphérie de la ville. Finalement, l'emplacement central sur la place du marché a été choisi, officiellement pour montrer une plus grande proximité avec les citoyens. Plusieurs bâtiments ont été achetés sur le côté nord de la place, dont la "Kavaliershaus", construite en 1826 et qui existe toujours. Les plans de la Herzogliche Haus am Markt, comme le château s'appelait initialement, furent confiés au célèbre directeur de l'architecture Georg Moller de Darmstadt, qui s'y était déjà fait un nom. Il fallait notamment trouver une solution d'angle ambitieuse, car celle-ci serait déterminante pour le bâtiment et l'ensemble de la place. Moller confia finalement la réalisation au maître d'œuvre Richard Goerz de Wiesbaden et la première pierre du nouveau bâtiment fut posée en 1837. Le duc Wilhelm ne verra cependant pas l'achèvement de son château ; il meurt d'une attaque cérébrale le 20 août 1839 pendant sa cure à Bad Kissingen. Son fils Adolf I, âgé de 22 ans, emménagea pour la première fois en novembre 1841 dans le bâtiment achevé. Il n'habitait cependant la maison que pendant les mois d'hiver, l'été il continuait à se rendre au château de Biebrich.
En 1844, il épousa la princesse russe Elisabeth Michailowna, fille de Michael Romanow (1798-1849), le frère cadet des tsars Alexandre Ier (règne : 1801 à 1825) et Nicolas Ier (règne : 1826 à 1855). Lorsque son épouse mourut en couches avec son enfant le 27 janvier 1845, il fit construire en son honneur la chapelle russe sur le Neroberg comme église funéraire.
Pendant la révolution de mars 1848, un soulèvement populaire eut lieu devant le château ducal. Le 4 mars 1848, une foule de 30.000 citoyens en colère, jusqu'alors inimaginable, se rassembla sur la place du marché pour réaffirmer les "Neuf revendications des Nassau" (armement du peuple, liberté de la presse, droit d'association, procédures judiciaires publiques, liberté de réunion, etc.) qu'ils avaient formulées auparavant, et réclamèrent la République. Le duc, appelé en toute hâte de Berlin, promit dans sa détresse de satisfaire les revendications. Bien qu'il les ait partiellement retirées par la suite, il jouissait d'une estime de plus en plus grande de la population au fur et à mesure que son règne se prolongeait.
Lors de la guerre austro-prussienne de 1866, Nassau se rangea du côté des Autrichiens avec la Hesse électorale, la Hesse-Darmstadt, la Bavière, le Hanovre, la Saxe et d'autres. Après que la victoire prussienne ait été scellée par le traité de paix de Prague, Nassau - comme tous les autres États vaincus au nord du Main - fut annexé et le duc Adolf déposé. Il vécut d'abord comme homme privé à Vienne et dans son château de Hohenburg près de Lenggries, avant de devenir en 1890, après l'extinction de la monarchie locale, le plus proche parent, grand-duc de Luxembourg. Il fonda ainsi la dynastie des souverains de Luxembourg-Nassau et régna sur le Grand-Duché jusqu'à sa mort le 17 novembre 1905. Jusqu'à aujourd'hui, la ville de Wiesbaden entretient des relations amicales avec le Luxembourg.

### Résidence secondaire royale prussienne
Après la destitution du duc, le château fut privé de sa fonction de résidence de Nassau. Les rois prussiens, qui étaient désormais propriétaires, ont reconnu la valeur de ce bien immobilier situé au centre de la ville thermale élégante et en plein essor. Ils utilisaient désormais les locaux lors de leurs séjours à Wiesbaden pour s'y installer avec leur cour. Guillaume Ier, roi de Prusse depuis 1861 et empereur allemand à partir de 1871, a séjourné plusieurs fois au château. C'est sous son règne qu'a été construit l'établissement de soins Kaiser Wilhelm qui porte son nom et qui a été ouvert en 1871 comme hôpital militaire.
Son petit-fils, l'empereur Guillaume II, fit finalement de Wiesbaden et du château de la ville sa résidence régulière de "mai" : il y séjournait souvent plusieurs fois par an avec ses serviteurs et certains membres de sa famille, par exemple trois fois en 1897. Il se plaisait tellement dans la ville qu'il a largement contribué à son développement. Wiesbaden connut à cette époque un grand essor, devint la "ville impériale" et comptait au tournant du siècle le plus grand nombre de millionnaires d'Allemagne. La population passa de 35.500 habitants en 1871 à 109.002 en 1910. De nombreux bâtiments représentatifs importants furent construits, dont le Staatstheater (1894), le Kurhaus (1907) et la gare centrale (1906). Dès 1896, le Festival international de mai avait été créé en l'honneur de l'empereur.
Avec le début de la Première Guerre mondiale en 1914, ou au plus tard avec la fin de l'Empire en 1918, la grande époque de Wiesbaden en tant que ville thermale mondiale était terminée. Le château avait fait son temps en tant que résidence représentative ; après la chute de la monarchie et l'abolition de la noblesse, il n'y avait plus de régent qui pouvait résider dans le bâtiment.
Siège administratif militaire et musée
Après la révolution de novembre, le château a connu différentes utilisations. Le conseil des ouvriers et des soldats s'y installa d'abord en 1918. Plus tard, il fut le bâtiment administratif du haut commandement français et, à partir de 1925, de l'armée britannique. Après le départ des troupes d'occupation, le château devint en 1930 la propriété de l'administration des châteaux de l'État prussien et devint un musée. Pendant la Seconde Guerre mondiale, le commandement général de la Wehrmacht prit possession du bâtiment. Bien que le château ait été endommagé par le bombardement aérien du 2 février 1945, il est sorti en grande partie indemne de la guerre. Les dommages n'ont pas été réparés dans les règles de l'art par la suite, ce qui a permis à l'humidité de s'infiltrer sans que l'on s'en aperçoive et à la mérule de se propager, ce qui n'a été découvert qu'en 2008.

### Siège du Landtag de Hesse
Après la Seconde Guerre mondiale, le château, partiellement détruit, a d'abord accueilli le haut commandement allié. Après que Wiesbaden soit devenue la capitale du nouveau Land de Hesse en 1946, le château a été choisi comme siège du Landtag de Hesse. Le 1er décembre 1946, le Landtag nouvellement constitué s'y est réuni pour la première fois, tout d'abord dans la plus grande pièce du bâtiment, la salle de musique. Entre 1960 et 1962, l'ancien manège situé dans la cour intérieure a été démoli et une nouvelle salle plénière a été construite à sa place.
Les pièces historiques du château qui ont été conservées sont utilisées comme cadre représentatif lors de réceptions et autres manifestations, tandis que des locaux ont été créés dans le reste du bâtiment pour l'administration du Landtag.
En 1965, la reine Élisabeth II a également visité le château lors de son séjour à Wiesbaden.

Depuis la fin des années 90, il a été question de remplacer la salle plénière, devenue obsolète, par un nouveau bâtiment. Dans un premier temps, il était prévu de construire un bâtiment en verre transparent sur la place du château, entre l'église du marché et le château (à peu près à la place de la roseraie), dans la tradition du Bundestag de Bonn. Ce projet a toutefois été abandonné pour des raisons de coûts et en raison des protestations de la population. Le projet du bureau Waechter + Waechter de Darmstadt a remporté le nouveau concours d'architecture, prévoyant un nouveau bâtiment moderne avec des sièges circulaires à la place de l'hémicycle existant. L'ancienne salle plénière a été démolie en 2004 ; le château est resté un grand chantier pendant environ 4 ans. Entre-temps, le Landtag s'est réuni dans le Neues Rathaus de Wiesbaden, situé en face. Le 4 avril 2008, il a pu réintégrer sa place habituelle dans la cour intérieure du château.
- (de) Cet article est partiellement ou en totalité issu de l’article de Wikipédia en allemand intitulé « Stadtschloss Wiesbaden » (voir la liste des auteurs).